# オクラホマシティ連邦政府ビル爆破事件
オクラホマシティ連邦政府ビル爆破事件（オクラホマシティれんぽうせいふビルばくはじけん、アメリカ英語: Oklahoma City bombing）とは、1995年4月19日にアメリカ合衆国・オクラホマ州の州都オクラホマシティで発生した爆破テロ事件である。
元陸軍兵士のティモシー・マクベイらが、車爆弾でオクラホマシティ連邦地方庁舎を爆破し、子供19人を含む168人が死亡、800人以上が負傷した。2001年9月11日のアメリカ同時多発テロ事件が発生するまでは、アメリカ国内で最悪の犠牲者が出た事件であった。

## 事件の概要
事件は、1995年4月19日の中部標準時午前9時2分に発生した。9階建のオクラホマシティ連邦地方庁舎「アルフレッド・P・マラー連邦ビル」の正面玄関前に駐車していた、大量の爆発物を積んだトラックが爆発した。爆発の規模はマグニチュード3.2相当と測定されている
。これにより、連邦ビルは全体のおよそ80%が破壊された。
事件発生当初、犯行声明などが無かったため、犯行はネオナチやイスラム過激派によるものだと推測されたが、アメリカ国籍の白人であるティモシー・マクベイとその軍隊時代の同僚テリー・ニコルズらが逮捕された。犯人がかつてはアメリカ陸軍所属で、湾岸戦争にも参戦した経験のあるアメリカ人であった事は、アメリカ中に衝撃を与えた。
陸軍退役後銃の販売や警備員などをしていた首謀者のマクベイは、アメリカ合衆国連邦政府への強い敵意を抱くようになり、白人至上主義やキリスト教原理主義の影響を受けた武装民兵組織「ミシガン民兵」などとも関係があったとされる。事件を起こした4月19日は、2年前に武装カルト教団ブランチ・ダビディアンの信者80人以上がFBIとの銃撃戦で死亡した日であり、マクベイはこれをアメリカ合衆国連邦政府の横暴であるとし、連邦ビル爆破はその復讐であるとした。

## 救助
爆破直後、救急隊、レスキュー隊のみならず周辺の住民もこぞって救助活動に参加し、充分な装備もないまま瓦礫の中を歩いたことで多数の負傷者が発生するという二次災害にも見舞われた。
事件後ビルの跡地は整備され慰霊公園が作られ、そこには犠牲者の氏名とともに救助活動に尽力した人々の名前も刻まれた。

## 裁判とその後
爆発したトラックからマクベイが降りるのを目撃した人物はいなかったが、検察側はマクベイがトラックをレンタルした際の領収書などの物的証拠のほか、マクベイが爆弾の材料を入手するのを目にした者や、彼の計画を聞いたという友人たちの証言を得ていた。弁護側は、身元不詳の男が真犯人であることを示す証拠を提出しようとしたが、検察側はマクベイが爆破犯人であることを立証するのに成功し、1997年に有罪判決が下された。アメリカ合衆国国務省は、本裁判において、陪審員の気を引くために、事件で死亡した幼い子供の最期の様子から話し始めた検察官ジョゼフ・ハーツラーの冒頭陳述は、最も優れたもののひとつであると評価している。
1993年の貿易センタービル駐車場爆破事件（6人死亡）と本事件の発生を受け、ビル・クリントン政権は1996年に、被疑者がアメリカ市民以外の場合は本人・弁護士に知らせない秘密証拠によって国外退去処分にでき、アメリカ市民であっても反米組織を援助した者は、10年の刑に問われる反テロリズム法を制定した。
その後、主犯のマクベイは、2001年6月11日に薬物による死刑が執行された。この模様は監視カメラ（CCTV）を通して、被害者の遺族に公開されたため論議を呼んだ。この時の裁判の裁判長は「これで枕を高くして眠れるでしょう。法がきちんと機能したのですから」と裁判後のインタビューで述べた。

## 余談
事件発生直後、オクラホマシティ周辺に居たアラブ系アメリカ人を含む中東系の人物約数十人が一時拘束されたが、のちに釈放された。
爆発物満載の車爆弾で、連邦政府の建物が爆破される様子などは、1998年公開の映画『マーシャル・ロー』においてインスパイアされている。また1999年の映画『隣人は静かに笑う』も、本事件をモチーフの一つとしている。
SF作家テリー・ビッスンは1999年、本事件の犠牲者遺族が報復用に、主犯マクベイのクローンを受け取るという内容の短編「マックたち」（ハヤカワ文庫SF『90年代SF傑作選(下)』所収）を発表、ネビュラ賞、ローカス賞を受賞している。
爆破事件後も、市庁舎前に残っていた木（アメリカニレの木で1920年代の写真にもすでに写っており、事件当時樹齢80年と推定される）は「サバイバル・ツリー」として市のメモリアル（記念樹）と位置付けられた。映画『エリザベスタウン』にもヒロインの「一番好きな木」として登場する。
マクベイが影響されたと言われる、民兵組織「ミシガン民兵」の司令官ノーマン・オルソンは、1995年3月20日に起きた地下鉄サリン事件に関連した発言をしたことで知られる。曰くアメリカ合衆国連邦政府がオウム真理教に秘密裏に関与しており、それに怒った日本国政府が、報復として爆破事件を起こしたとする、事実に基づかない声明を発表し、のちに組織を追放された。
映画『ボウリング・フォー・コロンバイン』では本事件の犯人の一人であるテリー・ニコルズの兄が出演している。